# День Белой ромашки
День Белой ромашки (День Белого цветка) — день помощи больным туберкулёзом (белой чумой, бугорчаткой, чахоткой, сухоткой, золотухой) и солидарности с больными и фтизиатрами.

## История
Впервые был массово отмечен в Швеции 1 мая 1908 года. В знак солидарности со всеми больными туберкулёзом, мужчины вдевали целлулоидный цветок белой ромашки — символ «природного антибиотика», входившей в состав использовавшихся для лечения туберкулёза средств народной медицины, и одновременно любви, уязвимости и ранимости — в петлицы или прикалывали к шляпам, а дамы — прикалывали к шляпам или к платью. Доходы от продажи цветков шли на помощь больным. Этот праздник отмечался ранее и в других странах Европы, но не массово. Так в кантоне Женева Швейцарской конфедерации данный праздник стихийно отмечался на первомайских собраниях трудящихся примерно с 1900 года. Из Швеции праздник, отмечавшийся вместе с Первомаем, распространился на все скандинавские страны.

### В России
Хотя общероссийский День Белой ромашки проводился на Первомай, в некоторых городах устраивались дополнительные Дни Белой ромашки. Так, в Нижнем Новгороде в августе 1911 года проводился День Белой ромашки, во время которого собрали двадцать тысяч рублей. 
Южный берег Крыма обладал в Российской империи наилучшими условиями для профилактики и лечения туберкулёза, тут находились многие ведущие фтизиаторы, приезжали состоятельные больные, началось создание санаториев. Например, «Ялтинская санатория для недостаточных чахоточных больных в память Императора Александра III», — первая на Южном берегу Крыма, была основана в 1897 году заботами княгини Барятинской и заложена 12 (25) января 1901 года в присутствии Императорской фамилии.
Каждый раз, когда семья императора приезжала в Ливадию, в Ялте проходили большие благотворительные базары под Августейшим покровительством Александры Федоровны и при её личном участии. Весенние благотворительные базары получили название «День Белого цветка». Они проходили на Ялтинском молу с 1911 года. Там монтировались павильоны, один из которых украшался лиловой тканью, так как Императрица любила лиловый цвет, и глициниями. В нём торговала сама Александра Федоровна. Ей помогали Великие Княжны — Ольга, Татьяна, Мария, Анастасия. В 1912 году впервые помогал и царевич Алексей. Для благотворительного базара Александра Федоровна и дочери помимо цветков готовили различные поделки, миниатюры, вышивки, фотографии царской семьи. Вырученные довольно внушительные суммы шли на лечение больных туберкулёзом, причём императрица лично участвовала в их распределении по различным благотворительным учреждениям. Например, в 1911 и 1913 годах семьёй императора было собрано более 40 тысяч рублей!
«В День Белого цветка 19 апреля (2 мая по новому стилю) 1914 года, — сообщал журнал „Туберкулёз“, — Ялтинский отдел Всероссийской Лиги по борьбе с туберкулёзом во второй раз был осчастливлен личным участием продажи цветка Высочайших Особ: в Ливадии белую ромашку соизволила продавать Ея Императорское Величество Государыня Императрица Александра Фёдоровна, там же продавали цветы Их Императорские Высочества Наследник Цесаревич и Великие Княжны».
Секция по борьбе с туберкулёзом при московском отделе «Русского общества охранения народного здравия», шефом которого был принц А. П. Ольденбургский из Дома Романовых, была организована в 1908 году. Просветительская и студенческая комиссии при секции занимались проведением лекций, оформлением плакатов, воззваний, выставок с целью профилактики туберкулеза. В 1911 году секция поставила вопрос о строительстве первого в Подмосковье санатория для больных туберкулезом.
Одним из широких мероприятий секции была организация, по предложению А. А. Владимирова, 20 апреля 1911 года (3 мая по новому стилю в продолжение Первомая) первого Туберкулезного дня, или Дня Белой ромашки. В этот день в Москве, как и почти по всей остальной России, на площадях, улицах, в магазинах, трамваях, учреждениях были расклеены 1000 плакатов, розданы 22000 плакатов-летучек и 100000 листков, в которых содержались сведения о причинах туберкулёза, мерах его предупреждения. В Петербурге с 19 апреля (2 мая по новому стилю) по 1 мая были прочитаны лекции в 40 учебных заведениях. Просветительских листков было роздано 30000.
Для получения денежных средств была организована массовая продажа целлулоидного цветка — белой ромашки, которая стала эмблемой борьбы с туберкулёзом. В Петербурге наиболее успешными продавщицами были студентки Высших женских курсов и Женского медицинского института. В Москве и Петербурге в этот день было собрано более 150 000 рублей. В Петербурге на эти средства был переустроен детский туберкулёзный санаторий на Крестовском острове, открыт первый в городе противотуберкулёзный санаторий-профилакторий для взрослых. Деньги были также израсходованы на лечение детей и рабочих в санаториях Финляндии и на строительство туберкулёзного санатория в Териоки (теперь Зеленогорск), на подготовку медицинских сестёр, на усиленное питание и улучшение жилищных условий больных. Московская секция Пироговского общества финансировала проведение таких дней в Ярославле и Костроме, где были организованы местные общества по борьбе с туберкулёзом. Петербургское отделение лиги для борьбы с туберкулёзом — Санкт-Петербургское общество борьбы с бугорчаткой — снабдило целлулоидными цветами отделения в Кронштадте, Ревеле (Таллинне), Киеве, Одессе, Уральске. Но искусственных цветов не хватило, и продавали много живых цветов.
Из «Отчёта по организации праздника „Белого цветка“ 20 апреля 1911 года»:

«Продажа цветов производилась как на улицах, площадях Санкт-Петербурга, в учреждениях — казенных и частных, фабриках, учебных заведениях, театрах и пр., так и в городах Царском селе, Гатчине, Павловске, Петергофе, Луге, Ораниенбауме и Сестрорецке. Каждое лицо, участвовавшее в продаже, снабжалось особым значком и именной номерной карточкой с печатью Общества… Цветы накалывались на особые щиты, стоимость которых была отчасти покрыта прокатной картой, взимавшейся с продавщиц, в размере 20 коп. за щит. Сбор денег производился либо в кружки, снабженные соответственными карточкам номерами, либо в тарелки (предусмотренные для сбора в закрытых заведениях). Кружки сдавались до 23 апреля включительно под расписку в запечатанном виде в центральное бюро. Комиссией по устройству увеселений было постановлено пригласить в дворцовые и городские сады военные оркестры, на что и были получены соответствующие разрешения…»

День Белой ромашки в России проходил под покровительством императорской фамилии. Местные отделения Лиги по борьбе с туберкулёзом России организовывали комитеты для проведения Дня Белого цветка во главе с местными представителями императорской фамилии, или, если их не было, жёнами губернаторов, вице-губернаторов, видными представителями дворянства или купечества, реже — врачами из Лиги по борьбе с туберкулёзом, особенно женщинами-врачами. Проходили шествия с военными оркестрами. Учителя, врачи, священнослужители и учёные читали лекции в клубах, школах, амбулаториях. Лётчики устраивали показательные полёты. Почти везде, где были автомобили, проходили автопробеги, автомобили были украшены зелёными деревцами и другой зеленью, так необходимой для борьбы с туберкулёзом, и, конечно, ромашками. Устраивались гуляния в парках и садах и сеансы кинематографа. Цветы — целлулоидные, из бумаги, из шёлка и обычные живые цветы — продавали везде, даже в трамваях. Деятели искусства проводили благотворительные концерты. Активно участвовали сестра Чехова Мария Павловна и его вдова Ольга Книппер-Чехова — наиболее известные после императорской фамилии жертвователи. В 1911 году было собрано полмиллиона рублей, в 1912 году — миллион рублей. Крупнейшим жертвователем была императорская фамилия.
В 1912 году только в Москве было собрано 230 тысяч рублей. На эти средства, в частности, по инициативе великой княгини Елизаветы Фёдоровны был создан туберкулёзный санаторий «Ромашка». Он поначалу арендовал частный дом, а в 1914 году построили собственное здание в Большой Всехсвятской роще. Первым директором санатория стала Ольга Ивановна Богословская, член общины Марфо-Мариинской обители. После революции Богословскую уволили с поста директора, но санаторий просуществовал до 1928 года. После революции, хотя дни Белой ромашки больше не проводились, в Москве в 1920 году был открыт показательный санаторий «Белая ромашка». Памятью о днях Белой ромашки стали и другие многочисленные противотуберкулёзные учреждения с названиями «Ромашка», «Белая ромашка» и т. д., существующие и в наши дни по всей территории бывшей Российской империи.
Наибольшая активность была в День Белой ромашки в 1913 году, когда отмечали 300 лет Дома Романовых и использовались все виды пропаганды.
День Белой ромашки продолжили праздновать в современной России с конца 1990-х годов.